# Ratpenat groc americà meridional
El ratpenat groc americà meridional (Lasiurus ega) és una espècie de ratpenat de la família dels vespertiliònids. Viu a l'Argentina, Belize, Bolívia, el Brasil, Colòmbia, Costa Rica, l'Equador, El Salvador, la Guaiana Francesa, Guatemala, Guyana, Hondures, Mèxic, Nicaragua, Panamà, el Paraguai, el Perú, Surinam, Trinitat i Tobago, els Estats Units i l'Uruguai. Els seus hàbitats naturals són les zones boscoses. Es tracta d'un animal insectívor. No hi ha cap amenaça significativa per a la supervivència d'aquesta espècie.